# Barrage Francisco-Zarco
Le barrage Francisco Zarco est un barrage situé dans la municipalité de Lerdo dans l'état de Durango au nord-ouest du Mexique sur le Rio Nazas,. L'usage principal de ce barrage est l'irrigation et la distribution de l'eau potable à la Région Lagunera.